# Гесс Едгар Якович
Едгар Якович Гесс (нім. Edgar Hess, рос. Эдгар Яковлевич Гесс; 14 березня 1954, Табошар, Ленінабадська область, Таджицька РСР, СРСР) — радянський футболіст, нападник і півзахисник, майстер спорту СРСР, футбольний тренер. З 1989 живе в місті Ульмі (Німеччина).

## Біографія
Чемпіон СРСР у складі московського «Спартака» (1979), фіналіст Кубка СРСР, срібний та бронзовий призер радянських чемпіонатів, гравець збірної Союзу. Починав свою футбольну кар'єру в Першій лізі у складі душанбинського «Паміру», де грав до 1979 року, після чого перейшов у столичний «Спартак».
За «Спартак» Гесс забив 26 голів, зокрема, на його рахунку 2000-й гол «Спартака», забитий 14 травня 1981 року. В кінці 1983 року Гесс відчув, що травми ахіллових сухожиль не дозволяють йому далі тренуватися на полі з штучним покриттям і перейшов з «Спартака» в ташкентський «Пахтакор». Потім працював головним тренером «Заравшана» з Навої, а в 1989 році переїхав на історичну батьківщину в ФРН.
У 1989—1991 роках грав за ФВ «Біберах», з червня 1991 до червня 1995 року і з липня 1997 року до січня 1999 — головний (в тому числі граючий) тренер «Міттельбібераха» (Біберах, Німеччина). В подальшому з липня 1999 по 2003 рік працював тренером «Тюркспора» (Біберах).
У лютому-серпні 2004 року працював з казахстанським клубом «Алма-Ата». З грудня 2004 по квітень 2005 року — тренер «Аланії», після чого у квітні-червні 2005 року працював головним тренером «Аланії».
У  роках недовго тренував литовську «Ветру», після чого відправився в Узбекистан, де з перемінним успіхом керував «Андіжаном», «Насафом» та «Шуртаном». З листопада 2013 року по серпень 2014 року був головним тренером «Бухари», а з вересня 2014 по серпень 2015 року — знову «Андіжану».

## Досягнення
- Чемпіон СРСР: 1979